# Cerasus (stolica tytularna)
Cerasus (łac. Diœcesis Cerasuntinus) – stolica historycznej diecezji w Cesarstwie Rzymskim (prowincja Ponto Polemoniaco), współcześnie w Turcji. Pierwszym wzmiankowanym biskupem tej diecezji był Grzegorz (V w.). Od XX w. katolickie biskupstwo tytularne, wakujące od 1965.

## Biskupi tytularni
| Lp. | Biskup                           | Od               | Do               |
| --- | -------------------------------- | ---------------- | ---------------- |
| 1   | Louis-Joseph-Marie Auneau SMM    | 9 maja 1910      | 5 listopada 1959 |
| 2   | Arturo Antonio Szymanski Ramírez | 20 kwietnia 1960 | 21 marca 1965    |